# 布朗斯維爾 (佛羅里達州艾斯康比亞縣)
布朗斯維爾（英語：Brownsville）是位於美國佛羅里達州艾斯康比亞縣的一個非建制地區。該地的面積和人口皆未知。

## 地理
布朗斯維爾的座標為30°25′51″N 87°15′11″W / 30.43083°N 87.25306°W，而該地的平均海拔高度為26米（即85英尺）。